# VI Giochi della Francofonia
I VI Giochi della Francofonia si sono svolti dal 27 settembre al 6 ottobre 2009 a Beirut, in Libano. La manifestazione si è contraddistinta per lo svolgimento di eventi sportivi e culturali.

## Organizzazione
Per la prima volta i Giochi si sono tenuti sotto l'egida dell'Organizzazione internazionale della francofonia (OIF). Sono considerati un successo dagli organizzatori. 
La supervisione generale dell'evento è afficata al Comité international des Jeux de la Francophonie (CIJF).
Il Canada, Paese che tradizionalmente sostenie l'Organizzazione internazionale della Francofonia e fornisce regolarmente finanziamenti per la competizione, nel settembre 2009, per il tramite del Ministro degli affari intergovernativi e la Francofonia, Josée Verner, ha dichiarato di stare contribuendo ai Giochi con la somma di 1 milione di dollari.

## Assegnazione
Il Libano è stato scelto per ospitare la sesta edizione dei Giochi della Francofonia durante la ventinovesima Conferenza dei Ministri della Gioventù e dello Sport (Conférence des ministres de la jeunesse et des sports) che si è tenuta a Beirut nel marzo 2003.

## Logo e mascotte
Il logo ufficiale presentava un'immagine stilizzata di una fenice raffigurata nei colori dell'Organizzazione Internazionale della Francofonia.  Questo logo è stato scelto dal comitato organizzatore libanese come simbolo e mascotte dei Giochi del 2009. Il logo rappresentate la fenice è stato progettato dal caricaturista libanese Armand Homsi ed è stato soprannominato Cédrus a seguito di un concorso organizzato dal CNJF, al termine del quale alla cittadina libanese Lara Akiki è stato assegnato un premio per aver proposto il nome per la mascotte.

## Delegazioni partecipanti
Circa 3000 partecipanti da 46 paesi hanno preso parte ai Giochi. Di questi Paesi, 43 erano membri effettivi dell'Organizzazione internazionale della francofonia (OIF), due erano membri associati (Armenia e Cipro), mentre il Mozambico era membro osservatore. Inoltre hanno partecipato le delegazioni del Nuovo Brunswick e del Québec.
- Armenia
- Vallonia
- Benin
- Bulgaria
- Burkina Faso
- Burundi
- Cambogia
- Camerun
- Canada
- Nuovo Brunswick
- Québec
- Capo Verde
- Rep. Centrafricana
- Ciad
- Comore
- Costa d'Avorio
- Cipro
- RD del Congo
- Gibuti
- Dominica
- Egitto
- Guinea Equatoriale
- Francia
- Gabon
- Grecia
- Guinea
- Guinea-Bissau
- Haiti
- Laos
- Libano (paese ospitante)
- Lussemburgo
- Macedonia
- Madagascar
- Mali
- Mauritius
- Mauritania
- Monaco
- Marocco
- Mozambico
- Niger
- Rep. del Congo
- Romania
- Ruanda
- Senegal
- Seychelles
- Svizzera
- Togo
- Tunisia
- Vietnam

## Eventi sportivi
- Atletica leggera (46)
- Beach volley (?)
- Calcio (?)
- Judo (?)
- Pallacanestro
- Pugilato (?)
- Tennistavolo (?)

## Eventi culturali
- Canzone
- Narrativa
- Danza di ispirazione tradizionale
- Poesia
- Pittura
- Fotografia
- Scultura

## Medagliere
Paese ospitante
| Posiz. | Nazione            | Oro | Argento | Bronzo | Totale |
| ------ | ------------------ | --- | ------- | ------ | ------ |
| 1      | Francia            | 23  | 9       | 17     | 49     |
| 2      | Marocco            | 12  | 20      | 15     | 47     |
| 3      | Romania            | 10  | 4       | 10     | 24     |
| 4      | Canada             | 9   | 10      | 18     | 37     |
| 5      | Egitto             | 4   | 5       | 5      | 14     |
| 6      | Mauritius          | 3   | 3       | 2      | 8      |
| 7      | Ruanda             | 3   | 2       | 0      | 5      |
| 8      | Tunisia            | 2   | 7       | 5      | 14     |
| 9      | Camerun            | 2   | 2       | 8      | 12     |
| 10     | Costa d'Avorio     | 2   | 2       | 1      | 5      |
| 11     | Québec             | 2   | 0       | 4      | 6      |
| 12     | Cecoslovacchia     | 2   | 0       | 0      | 2      |
| 13     | Senegal            | 1   | 8       | 5      | 14     |
| 14     | Vietnam            | 1   | 2       | 1      | 4      |
| 15     | Vallonia           | 1   | 1       | 4      | 6      |
| 16     | Svizzera           | 1   | 1       | 3      | 5      |
| 17     | RD del Congo       | 1   | 0       | 3      | 4      |
| 18     | Rep. del Congo     | 1   | 0       | 2      | 3      |
| 19     | Burkina Faso       | 1   | 0       | 1      | 2      |
| 20     | Macedonia          | 1   | 0       | 0      | 1      |
| 20     | Seychelles         | 1   | 0       | 0      | 1      |
| 22     | Libano             | 0   | 4       | 0      | 4      |
| 23     | Mali               | 0   | 1       | 1      | 2      |
| 24     | Armenia            | 0   | 1       | 0      | 1      |
| 24     | Benin              | 0   | 1       | 0      | 1      |
| 26     | Bulgaria           | 0   | 0       | 1      | 1      |
| 26     | Burundi            | 0   | 0       | 1      | 1      |
| 26     | Rep. Centrafricana | 0   | 0       | 1      | 1      |
| 26     | Lussemburgo        | 0   | 0       | 1      | 1      |
| Totale | Totale             | 84  | 84      | 112    | 280    |